# Lee megye (Texas)
Lee megye az Amerikai Egyesült Államokban, azon belül Texas államban található. Megyeszékhelye és legnagyobb városa Giddings. Lakosainak száma 17 478 fő (2020. április 1.).

## Szomszédos megyék
- Milam megye (észak)
- Burleson megye (északkelet)
- Washington megye (kelet)
- Fayette megye (délkelet)
- Bastrop megye (délnyugat)
- Williamson megye (északnyugat)

## Népesség
A megye népességének változása:
| Lakosok száma | 16 606 | 16 624 | 16 593 | 16 628 | 16 898 | 17 478 |
|               | 2010   | 2011   | 2012   | 2013   | 2015   | 2020   |